# Frances Kirwan
Dame Frances Clare Kirwan, DBE FRS (Reino Unido, 21 de agosto de 1959) es una matemática británica, profesora saviliana de geometría en la Universidad de Oxford. Sus campos de especialización son la geometría algebraica y simpléctica.

## Biografía
Se formó en Oxford High School y estudió matemáticas en Clare College en la Universidad de Cambridge. Obtuvo un doctorado en Oxford en 1984, con el título de disertación The Cohomology of Quotients in Symplectic and Algebraic Geometry, que fue supervisada por Michael Atiyah. 

## Trayectoria investigadora
Sus intereses de investigación incluyen espacios de módulos en geometría algebraica, teoría geométrica invariante (GIT) y en el vínculo entre GIT y mapas de momento en geometría simpléctica. Su trabajo se esfuerza por comprender la estructura de los objetos geométricos mediante la investigación de sus propiedades algebraicas y topológicas. Presentó el mapa de Kirwan . De 1983 a 1985 obtuvo una beca junior en Harvard. De 1983 a 1986 obtuvo una beca en el Magdalen College, Oxford, antes de convertirse en miembro del Balliol College, Oxford. Es miembro honorario de Clare College, Cambridge.
En 1996 recibió el Título de Distinción de Profesora de Matemáticas. De 2004 a 2006 fue presidenta de la London Mathematical Society, la segunda presidenta más joven en la historia de la sociedad y la segunda mujer en ser presidenta. En 2005, recibió una beca de investigación superior EPSRC de cinco años, para apoyar su investigación sobre los espacios de módulos de curvas algebraicas complejas.
Participó en el comité de selección de medallas para la entrega de la medalla Fields a la Dra. Mirzakhani en el año 2014.
En 2017 fue elegida Profesora Saviliana de Geometría, convirtiéndose en la primera mujer en ocupar el cargo. Si bien esto implicó mudarse a New College, Oxford, fue elegida miembro emérita de Balliol.

## Premios, reconocimientos y becas
- 1989 Premio Whitehead de la Sociedad Matemática de Londres.[13]
- 2001 Miembro de la Royal Society.[14]
- Presidenta, Sociedad Matemática de Londres, 2003-2005
- Beca de investigación senior EPSRC, 2005-2010, por su trabajo en geometría algebraica.[15]
- 2012 Miembro de la American Mathematical Society.[16]
- 2013 Premio Senior Whitehead de la London Mathematical Society.[13]
- 2014 DBE Orden del Imperio Británico, para servicios a las matemáticas.[17]
- 2016 Premio al sufragio en matemáticas y computación.[18]
- Miembro de la Academia Europaea.[5]
- Presidente del United Kingdom Mathematics Trust
- 2021 Medalla Sylvester de la Royal Society.

## Obras
- Cohomology of Quotients in Symplectic and Algebraic Geometry. Mathematical Notes 31. Princeton University Press. 1984. ISBN 978-0691083704.
- An Introduction to Intersection Homology Theory. Longman Scientific and Technical. 1988.[19] with Jonathan Woolf: 2nd edn. CRC Press. 2006. ISBN 978-1584881841.
- Complex Algebraic Curves. London Mathematical Society Student Texts. Cambridge University Press. 1992. ISBN 978-0521423533.